# صعوبات الرضاعة الطبيعية
صعوبات الرضاعة الطبيعية هي المشاكل التي تنشأ من رضاعة الطفل الحليب من ثدي المرأة. فعلى الرغم من أن للأطفال منعكس المنص الذي يمكّنهم من مصّ الحليب وابتلاعه، وعلى الرغم من أن حليب الثدي عادة ما يكون أفضل مصدر غذائي للرُضّع، ع، ثمة حالات تكون الرضاعة الطبيعة مُشكِلة وحالات أخرى نادرة تكون الرضاعة الطبيعة منهي عنها.
من الممكن أن تكون الصعوبات مرتبطة بالرضاعة نفسها، أو بصحة المريض.

## مشكلات الرضاعة الطبيعية
على الرغم من أن صعوبات الرضاعة الطبيعية غير منتشرة على كل حال، إلا أن رضاعة الطفل في أسرع وقت ممكن بعد الولادة يساعد في منع حصول العديد من المشكلات. تنص سياسة الأكاديمية الأمريكية لطب الأطفال على «نأخير وزن المولود وقياسه وتحميمه وحماية عينه حتى إكمال الرضعة الأولى».
يمكن التغلب على أغلب صعوبات الرضاعة الطبيعية بالتقييد بإجراءات المستشفى وتدريب الممرضات وطاقم المستشفى بصورة صحيحة والتحدث مع إخصائيي الأمراض ومستشاري الإرضاع.
هناك عوامل وحالات مختلفة ممكن أن تؤثر في نجاح الرضاعة الطبيعية منها:
- صيغة الإرضاع.
- الحلمات الاصطناعية (حلمات) أو اللهاية.[4][5]
- داء المبيضات سلاق[6]
- التوقفات أو الانقطاعات أثناء التغذية.
- الانفصال الطويل من الأم.
- سرع النفس كسرعة النفس المؤقتة في المولود الجديد ومتلازمة الضائقة التنفسية لدى الرضع بالإضافة إلى حالات طبية أخرى تخص الرضع.
- وجود حائل طبيعي بين الأم والرضيع.
- صعوبة بالبلع كا المواليد الخدج وتنسيق المص والبلع والتنفس أوحالات شاذة في الجهاز الهضمي مثل قرحة مرئيية سابقة.
- ينتج الألم من العمليات الجراحية مثل الختان وتحاليل الدم أوالتطعيمات.[7]
- صعوبات توقف الرضاعة.
- ضعف المص المنعكس.
- أثداء ناقصة التنسج/ نسيج غدي ناقص.
- ثر اللبن.
- قصور الإرضاع.
- متلازمة تكيس المبايض.
- السكري.
- الإجهاد الشديد للأمهات.
- قلة الراحة وقلة مساعدة الأم خلال الستة أسابيع الأولى بعد الولادة.
- العودة إلى العمل بسبب ضعف الدعم المادي، وتخلي الأم عن أمومتها.
- فلح الشفة والحنك.
- التصاق اللسان.[8][9]
- نقص سكر الدم أو فرط سكر الدم.
- نقص التوتر أو «انخفاض الضغط» اضطراب الرضع.[8]
- متلازمة فرط الإلبان.[10]
- نزول اللبن بشكل مفرط.[11]
- حدوث صعوبات في التنسيق بين انعكاس المص مع التنفس عند الولادة المبكرة وهذا أيضاً قد يسبب تعبًا أثناء التغذية. كما يستطيع الأطفال الخدج أخذ كمية كافية من السعرات الحرارية بواسطة الفم وقد تحتاج إلى التغذية المعوية - وذلك يتم عن طريق إدخال أنبوب تغذية في المعدة لتوفير مايكفي من حليب الأم أو ما يستبدله. ومن الممكن عمل ذلك جميعاً باستخدام رعاية الكنجارو (ملامسة جلد المولود لجلد الأم فترة طويلة) مما يسمح بالرضاعة الطبيعية اللاحقة بكل سهولة. بعض صعوبات المص مثل فلح الشفة والحنك عندها يمكن تغذية الرضيع عن طريق زجاجة هابيرمان.
- منعكس قذف الحليب المزعج (D-MER) من الحالات التي تم التعرف عليها مؤخرا وهي تؤثر على النساء المرضعات إذ أنها تسبب عدم ارتياح شديد ومشاعر سلبية قبل خروج اللبن والذي يستمر بضع دقائق.D-MER.[12]

### ألم الثدي
غالباً ما يتداخل الألم مع الرضاعة الطبيعية الوافرة. ويستشهد به على أنه ثاني المسببات الشائعة لتخلي الأم عن الرضاعة بعد الانخفاض الملموس لتدفق الحليب.

### الحلمات المقلوبة
يمكن للحلمات المنكمشة أو المقلوبة أحياناً أن تكون ذات صلة بتعسر الرضاعة. فتحتاج هؤلاء الأمهات إلى دعم إضافي لإرضاع أطفالهن. بدءً من العلاج بعد الولادة حينها يتم مد حلمة الثدي يدوياً عدة مرات خلال اليوم. أو تستخدم مضخة أو حقنة بلاستيكية لإبراز الحلمة حتى يتمكن المولود من وضعها في فمه.

### التحفل
تحفل الثدي (الاحتقان) ما تشهده معظم النساء من شعور بعد الولادة ب 36 ساعة. فعادةً يكون الإحساس «بالثقل» غير مؤلم لذلك الرضاعة الطبيعية ضرورية لكونها وسيلة أساسية تمنع الألم الناتج عن التحفل.
يصبح الثدي مؤلماً عندما يمتلئ بالحليب. ويحصل التحفل بسبب امتلاء الثدي بالحليب وعدم خروج الحليب منه بشكل كافي. كما يحدث ذلك بعد الولادة ب 3 إلى 7 أيام وعادةً ما يحصل عند الولادة الأولى للأمهات. مما يساهم في وجود ألم التحفل زيادة تدفق الدم واكتناز الحليب وتورم الثدي. فمن الممكن أن يؤثر التحفل على هالة حلمة الثدي أو على محيط الثدي أو على الثدي كاملاً وقد يتداخل ذلك مع الرضاعة الطبيعية من خلال الألم وايضاً من خلال تشوه الشكل الطبيعي للحلمة/ الهالة. وهذا ما يجعل من الصعب على المولود لقف الطعام بشكل صحيح. قد يحدث الإغلاق في جزء فقط من الهالة. مما يعمل على تهييج الحلمة أكثر وقد يؤدي إلى نزح غير مناسب لحليب الثدي والمزيد من الألم. يحصل التحفل كنتيجة لعدة عوامل كألم الحلمة وطريقة التغذية غير المناسبة والتغذية المتباعدة أو انفصال الأم عن الرضيع.
ولعلاج التحفل أو منعه يتم إزالة الحليب من الثدي وذلك عن طريق الرضاعة الطبيعية، استدرار الحليب أو مضخة الثدي. قد يساعد التدليك اللطيف للثدي على تدفق الحليب والتقليل من الإجهاد. تقليل الإجهاد يخفض الهالة وربما يسمح للرضيع الرضاعة. ويمكن أن تساعد المياه الدافئة أو الكمادات وإدرار الحليب قبل الرضاعة لجعل الرضاعة الطبيعية أكثر فائدة. وقد اقترح بعض الباحثين يجب على الأمهات بعد الرضاعة الطبيعية الضخ أو استخدام الكمادات البادرة لتخفيف ألم التورم واحتوائه أكثر. وهناك دراسة واحدة منشورة تقترح استخدام «أوراق الكرنب المثلجة» لوضعها على الثدي. ينتج عن محاولات تقليد هذا الأسلوب نتائج متباينة. قد يساعد مضاد التهاب لاستيرويدي أو باراسيتامول (أسِيتامينُوفين)على القضاء على الألم.

### ألم الحلمة
من المشاكل الشائعة عادةً بعد الولادة قرحة الحلمة أو (ألم الحلمة). وبصفه عامة يكون الألم بعد الولادة في غضون 5 أيام. فيكون الألم بعد الأسبوع الأول في شكل ألم شديد أو تشدخات أو شقوق أو تورم غير عادي. عندها يجب على الأم زيارة الطبيب لإجراء مزيداً من الفحوصات. فقرحة الحلمات سبباً شائعاً للألم وغالبا مايكون ذلك بسبب عدم اللقف الصحيح للحليب من قبل الطفل. وتتضمن العوامل ضغط كبيرعلى الحلمة عندما لا يكون هناك لقف للهالة بشكل وافي والتخلص غير صحيح للمص في نهاية الإرضاع. . ومما يساهم أيضاً في ألم الحلمة فإساءة استعمال مضخات الثدي أو استخدام العلاج الموضعي. كما يمكن أن يكون الألم علامة على وجود عدوى. ويساهم أيضاً بالألم عندما يعض الطفل الحلمة.
قد تم وصف دواء بوتوكس للعلاج.

### داء المبيضات
من أعراض داء المبيضات على الثدي الألم والحكة والحرقة والاحمرار والمظهر الأبيض المرقع أو اللامع المرقع. قد يولد الطفل بلسان أبيض لا يمكن تنظيفه ولا إزالة ذلك. فيعد داء المبيضات شائع ومن الممكن ربطه بسلاق الرضع (التهاب الفم الناتج عن الفطريات).
يجب علاج كلاً من الأم والطفل للتخلص من هذا الالتهاب. أول خطوات العلاج تتضمن استخدام نيستاتين وكيتوكونازول أو مِيكُونازُول للحلمة كما يعطى عن طريق الفم للطفل. وللقضاء على تلك العدوى يجب تنظيف الملابس ومضخات الثدي بشكل جيد.

### ركود الحليب
يحدث ركود الحليب عندما تُسدّ قناة الحليب ولا ينزل الحليب منها بشكل ملائم. هذا قد يؤثر على جزء من الثدي ولا يرتبط بأي عدوى. فيمكن معالجته من خلال تغيير وضعيات الطفل عند التغذية وتعريض الثدي للحرارة قبل الإرضاع. وفي حالة تكرار تلك الحالة أكثر من مرة فيجب عمل مزيداً من الفحوصات.

### التهاب الثدي
التهاب الثدي عدوى تصيب الثدي. فيسبب هذا الالتهاب ألم موضعي واحمرار وتورم وحرارة. تسبب آخر مرحلة في التهاب الثدي بأعراض عدوى مثل الحمى والغثيان. ويحدث هذا الالتهاب غالباً في الأسبوع الثاني والثالث بعد الولادة ومن المحتمل أن يحدث في أي وقت آخر. إجمالاً فأن نتيجة ركود الحليب تسبب الآم موضعية أولية وثانوية ولاحقاً العدوى. تتضمن عدوى الكائنات الحية بمرض معد كمكورة عنقودية وعقدية وإشريكية قولونية. توفر مواصلة الرضاعة الطبيعية الكثير من الراحة، فكمية كافية من السوائل تعد أفضل علاج للحالات البسيطة.

### فرط نزول الحليب
يحدث فرط نزول الحليب عندما يقذف الحليب بشدة من الثدي أثناء الرضاعة الطبيعية. , قد يسبب نضح الحليب الشديد في استهلاك الطفل اللبن بكثرة وبسرعة مما يجعله يبتلع الهواء أثناء فترة ابتلاعه للبن.

### مرض رينو في الحلمة.
من النادر جداً أن يسبب ألم الحلمة تشنج وعائي للحلمة. في الحقيقة، لا يتدفق الدم بشكل صحيح للحلمة مما يسبب بياض للحلمة. وهذا قد يحدث بسبب رضح الحلمة أثناء الرضاعة الطبيعية المبكرة أو عن طريق الرضاعة الطبيعية أو عدوى المبيضات في الحلمة. فشدة الألم تتراوح مابين مرحلة اللاقفة وما بين دورات الرضاعة الطبيعية فهناك ألم الخفقان عند لقف الحلمة. فيمكن تدليك الحلمة للمساعدة على تدفق الدم وتخفيف الألم، فضلا عن تجنب الإصابة بالبرد. وفي بعض الحالات، كعلاج القلب استخدام نِيفِيدِيبِين للمساعدة على تدفق الدم وإرجاعه إلى الحلمة.

## المشكلات الصحية عند الرضع
لا يمكن للرضع مع جلاكتوسيميا هضم سكر الحليب لذلك لا يستفيد هذا الرضيع من حليب الثدي. ومن الممكن أن تؤذي الرضاعة الطبيعية الرضيع في حالة عدم معالجة الأم من السل الرئوي. فبعض الأدوية تقمع الجهاز المناعي كفيروس العوز المناعي البشري أو باستخدام المواد الضارة مثل الكوكايين والهيروين وأمفيتامين. بخلاف حالات التسمم الحاد فعدم وجود الملوثات البيئية المسببة لضرر أكبر للرضيع أكثر من نقص الرضاعة الطبيعية. وعلى الرغم من انتشارالفلزات الثقيلة كزئبق من خلال البيئة واهميتة لتمريض الرضيع، ففوائد التطور العصبي لحليب الإنسان يقود لتجاوز الأثار السلبية المحتملة لسمية العصبية.

### انتقال العدوى

#### مرض السل
ليس آمن للأمهات اللاتي يعانين من السل النشط أو غير المعالج أن يرضعن أطفالهن حتى يصبح المرض لديهن غير معد. ووفقاً للأكاديمية الأمريكية لطب الأطفال عام 2006 ريدبوك فأن:
وفي المناطق التي يتم فيها التطعيم باللقاح ب ث ج كمعيار للعناية، توفرمنظمة الصحة العالمية علاج بالتوصية فيه تنصح الأمهات بمواصلة الرضاعة الطبيعية. يمكن أن يكون السل مرض فطري أو يمكن الإصابة به في الفترة المحيطة بالولادة من خلال انتشار قطيرات منقولة بالهواء.

#### فيروس العوز المناعي البشري
نشر بحث في مجلة لانسيت  " يبرز انخفاض خطر انتقال فيروس نقص المناعة المكتسب مع الحالات المقتصرة على الرضاعة الطبيعية للأمهات المصابات بفيروس نقص المناعة البشرية (4 في المائة), مقارنة بنسبة التغذية المختلطة (بنسبة خطر 10-40). أظهرت البحوث التي تم إجراءها بشأن توقيت انتقال فيروس نقص المناعة المكتسب في عام 2000 أن "الانتقال الأساسي للفيروس يحدث مبكراً أثناء الرضاعة الطبيعية"، وأنتهت إلى أن 75% من حالات انتقال الفايروس عن طريق حليب الثدي قد حدثت في غضون الشهور الستة الأولى أثناء تجربة عشوائية في التحكم في كينيا. وهذه البحوث ذات اهمية خاصة في البلدان النامية حيث أن وصفة غذاء الرضع ليست متاحة على نطاق واسع أو معدة بشكل آمن .والواقع أن منظمة الصحة العالمية أوصت بالرضاعة الطبيعية في عام 1987 وعام 1992 للنساء ايجابية المصل أو السلبية في المناطق التي تواجه سوء التغذية والامراض المعدية حيث أنها السبب الرئيسي في وفيات الرضع.كما اصدرت الأمم المتحدة والأيدز في عام 1996 توصية على المراة في البلدان النامية بالنظرفي مخاطر ممارسة الرضاعة الطبيعية وفوائدها وتأثيرها على المستوى الفردي. وأوصوا المراة على القيام باختيار موفق بشأن تغذية الرضيع. وقبل أيام من وباء الإيدز أصبح مفهوماً بوضوح ما أشاروا به بعض الباحثين حول زيادة معدلات الرضاعة الطبيعية ومخاطر الوصفة الغذائية وزيادة معدلات الوفاة بالسغل والاسهال. كما انتقد الدكتور جيلفي تسويق حليب الأطفال من شركات أمريكية إلى البلدان الفقيرة من حيث الموارد، وهو ما اسموه "مسبب سوء التغذية". وصف أكثر من مقال مؤخراً من 1992 كيف تساوم صحة الرضيع بالمياه في العديد من البلدان الفقيرة من حيث الموارد والتي تحمل خطر الأسباب المرضية المتعلقة بالبيئة والتي لا يحتويها حليب الثدي.

### انْتِقال المخدرات والسموم

#### الأدوية
أن الغالبية العظمى من الادوية تتوافق مع الرضاعة الطبيعية، ولكن هناك البعض منها قد يصل إلى الطفل عن طريق الحليب.

#### تدخين التبغ
في حالة استمرار تدخين التبغ بعد الولاة، فالاستمرار بالرضاعة الطبيعية أكثر فائدة من منع ممارسة التدخين بصفة تامة . وهناك ادلة على أن الرضاعة الطبيعية تقدم وقاية ضد العديد من الامراض المعدية وخاصة الاسهال. حتى الأطفال المعرضين لأثار النيكوتين الضارة عن طريق حليب الثدى فاحتمالية اصابتهم بمرض تنفسى حاد تضاءلت بالمقارنة مع الرضع الذين يتغذون بأسلوب تغذية وأمهاتهم مدخنات. وبغض النظر عن فوائد الرضاعة الطبيعية فهي تفوق مخاطر التعرض للنيكوتين.
الاهتمام الاساسي عن التدخين والرضاعة الطبيعية قد يكون لدى الرضع تقلص التحريض على التدخين بالنسبة للرضع لاحتواء الحليب على اليود. كما يمكن لتدخين أن يؤثر سلبا على عملية الرضاعة وذلك بتقليل إدرار الحليب وتغيير تكوينة. فيمكن لتدخين أن يقلل إنتاج الحليب اليومى بنحو 250 -300 مل. وقد تحدث مشاكل يومية بخصوص ذلك ولا ينتج الحليب بشكل كاف وقد يحصل جراء ذلك فطم الأم لطفلها مبكراً . يتسبب تكوين الحليب المتغير للطفل سلوكيات يومية مثل المغص والبكاء الامر الذي يمكن ان يعزز الفطام المبكر الامر الذي لن يكون مفيداً لرضيع.
أيضاً ينتقل النيكوتين عند المرأة المدخنة عبر حليب الثدي مما يسمح له بالانتقال إلى الطفل.
تبين أن استخدام الأم لللسائر بشكل مكثف أي (أكثر من 20 سجارة باليوم) يعمل على خفض إفراز الحليب وبالتالي يؤدي إلى القئ والاسهال وسرعة معدل ضربات القلب وتململ أثناء إرضاع الطفل رضاعة طبيعية. تعد متلازمة موت الرضع الفجائي (SIDS) أكثرشيوعا عند الرضع المعرضين لخطر التعرض للدخان في البيئة. لذلك ينصخ الأمهات عند الرضاعة الطبيعية بعدم التدخين أثناء الرضاعة مباشرة أو عند تغذية الطفل، ولمساعدتهم على تخفيف جرعات النكوتين أو الإقلاع عنه فيجب طلب المشورة لذلك.

#### استعمال المواد المخدرة الأخرى
يعتمد الخطر الذي يتعرض له الطفل عن طريق الرضاعة على مقدار المادة التي يحصل عليها من حليب الثدى ومقدار ما يستهلكه من الحليب. واخيرا، فأن الموازنة ضد مخاطر استخدام بديلاً لحليب الثدى كوصفة غذاء الرضع.
يؤدي استهلاك الكحول بشكل كبيرإلى ضرر بالرضيع، مما يسبب مشاكل في تنمية مهاراته الحركية وتقليل سرعة زيادة الوزن عنده. فلا يوجد إتفاق بالأراء حول مدى استهلاك الكحول بشكل آمن. عموماً فأن استهلاك كمية قليلة من الكحول يمكن للأم المرضعة شربها أثناء الرضاعة الطبيعية. وعلى ذلك على الأم أن تضع في حسبانها المخاطر المعروفة التي يتعرض لها جنين حي أثناء شرب الكحول. فيرغبن هولاء اللأمهات بالتقيد بالجانب المحذر أو توقفهن عن المشروبات الكحولية.
في حالة إستهلاك الأم للكافيين بدرجة كبيرة قد يسبب تهيجية وأرق وعصبية وتصبح هناك زيادة في عملية إرضاع الرضيع وتغذيته. فيجب استخدام (كوب واحد إلى كوبين من القهوة والشاى أو كولا يوميا) باعتدال وعادة لا ينتج عن ذلك أي أثر سيء. وينصح الأمهات المرضعات بتقليل الكافيين أو تجنبه في حالة أثر ذلك على طفلها سلبياً. أيضاً يعد تدخين السجائر من مسببات زيادة تأثير الكافيين عند الأطفال.
سجلت الرابطة الأمريكية لطب الأطفال قنب هندي على أنه مركب ينتقل عبر الثدي للحليب.وقد أوضحت البحوث ان بعض المركبات المحددة في الماريجوانا لديها نصف عمر طويل.

## الرجيم
تقتصر رضاعة الطفل بشكل كامل على حليب الثدي لذلك من المهم بالنسبة للأم اتباع نظام صحى ولا سيما نظام غذائي جيد تحديداً. فاستهلاك 1500 إلى 1800 سعرة حرارية يومياً يمكن أن يتلاءم مع نقص الوزن بمقدار 450 جرام (بالجنية) اسبوعياً. بينما تدر الأمهات اللاتي في حالة مجاعة حليباً يحتوي على نسبة غذاء عالية، كما يمكن أن تدر الأم التي تعاني من سوء التغذية الحليب ولكن بمستويات منخفضة من المغذيات كالحديد والزنك وفيتامين B12. كما يمكن أن يكون لديها تدفق أدنى من الأمهات ذوات التغذية الكاملة. 
ليس هناك طعاماً ممنوع الاستعمال اثناء الرضاعة الطبيعية ولكن قد يظهر المولود حساسية معينة لبعض الأطعمة التي تتناولها الأم.